# Bahnstrecke Friedrichshafen Stadt–Oberteuringen
| Streckennummer (DB): | 4533                 |                                   |                                   |
| Kursbuchstrecke (DB): | 306k; 306n (1946)    |                                   |                                   |
| Streckenlänge: | 10,42 km             |                                   |                                   |
| Spurweite: | 1435 mm (Normalspur) |                                   |                                   |
| Maximale Neigung: | 15,2 ‰               |                                   |                                   |
| Minimaler Radius: | 180 m                |                                   |                                   |
| |                      |                                   |                                   |
| \| \| \| von Stahringen \| \| \| \| 0,00 \| Friedrichshafen Stadt \| Friedrichshafen Stadt \| \| \| \| nach Friedrichshafen Hafen \| \| \| \| \| Friedrichshafen Gbf \| \| \| \| \| nach Lindau \| \| \| \| \| nach Ulm \| \| \| \| 1,99 \| Friedrichshafen-Zahnradfabrik \| Friedrichshafen-Zahnradfabrik \| \| \| 2,21 \| Anschluss Fluplatz \| Anschluss Fluplatz \| \| \| 2,33 \| Anschluss Industriegebiet \| Anschluss Industriegebiet \| \| \| 2,54 \| Friedrichshafen-Trautenmühle \| Friedrichshafen-Trautenmühle \| \| \| 3,37 \| Friedrichshafen-Meistershofen \| Friedrichshafen-Meistershofen \| \| \| 5,53 \| Berg (b Friedrichshafen) \| Berg (b Friedrichshafen) \| \| \| 6,71 \| Kappelhof \| Kappelhof \| \| \| 8,3 \| Teuringersried \| Teuringersried \| \| \| 8,35 \| Anschluss Treibstofflager, 3,5 km \| Anschluss Treibstofflager, 3,5 km \| \| \| 9,38 \| Unterteuringen \| Unterteuringen \| \| \| 10,42 \| Oberteuringen \| Oberteuringen \| |                      |                                   |                                   |
| Strecke |                      | von Stahringen                    | von Stahringen                    |
| Bahnhof | 0,00                 | Friedrichshafen Stadt             | Friedrichshafen Stadt             |
| Abzweig geradeaus und nach rechts |                      | nach Friedrichshafen Hafen        | nach Friedrichshafen Hafen        |
| Dienststation / Betriebs- oder Güterbahnhof |                      | Friedrichshafen Gbf               | Friedrichshafen Gbf               |
| Abzweig geradeaus und nach rechts |                      | nach Lindau                       | nach Lindau                       |
| Abzweig ehemals geradeaus und nach rechts |                      | nach Ulm                          | nach Ulm                          |
| Haltepunkt / Haltestelle (Strecke außer Betrieb) | 1,99                 | Friedrichshafen-Zahnradfabrik     | Friedrichshafen-Zahnradfabrik     |
| Abzweig geradeaus und nach rechts (Strecke außer Betrieb) | 2,21                 | Anschluss Fluplatz                | Anschluss Fluplatz                |
| Abzweig geradeaus und nach links (Strecke außer Betrieb) | 2,33                 | Anschluss Industriegebiet         | Anschluss Industriegebiet         |
| Haltepunkt / Haltestelle (Strecke außer Betrieb) | 2,54                 | Friedrichshafen-Trautenmühle      | Friedrichshafen-Trautenmühle      |
| Haltepunkt / Haltestelle (Strecke außer Betrieb) | 3,37                 | Friedrichshafen-Meistershofen     | Friedrichshafen-Meistershofen     |
| Bahnhof (Strecke außer Betrieb) | 5,53                 | Berg (b Friedrichshafen)          | Berg (b Friedrichshafen)          |
| Haltepunkt / Haltestelle (Strecke außer Betrieb) | 6,71                 | Kappelhof                         | Kappelhof                         |
| Haltepunkt / Haltestelle (Strecke außer Betrieb) | 8,3                  | Teuringersried                    | Teuringersried                    |
| Abzweig geradeaus und nach links (Strecke außer Betrieb) | 8,35                 | Anschluss Treibstofflager, 3,5 km | Anschluss Treibstofflager, 3,5 km |
| Haltepunkt / Haltestelle (Strecke außer Betrieb) | 9,38                 | Unterteuringen                    | Unterteuringen                    |
| Kopfbahnhof Streckenende (Strecke außer Betrieb) | 10,42                | Oberteuringen                     | Oberteuringen                     |

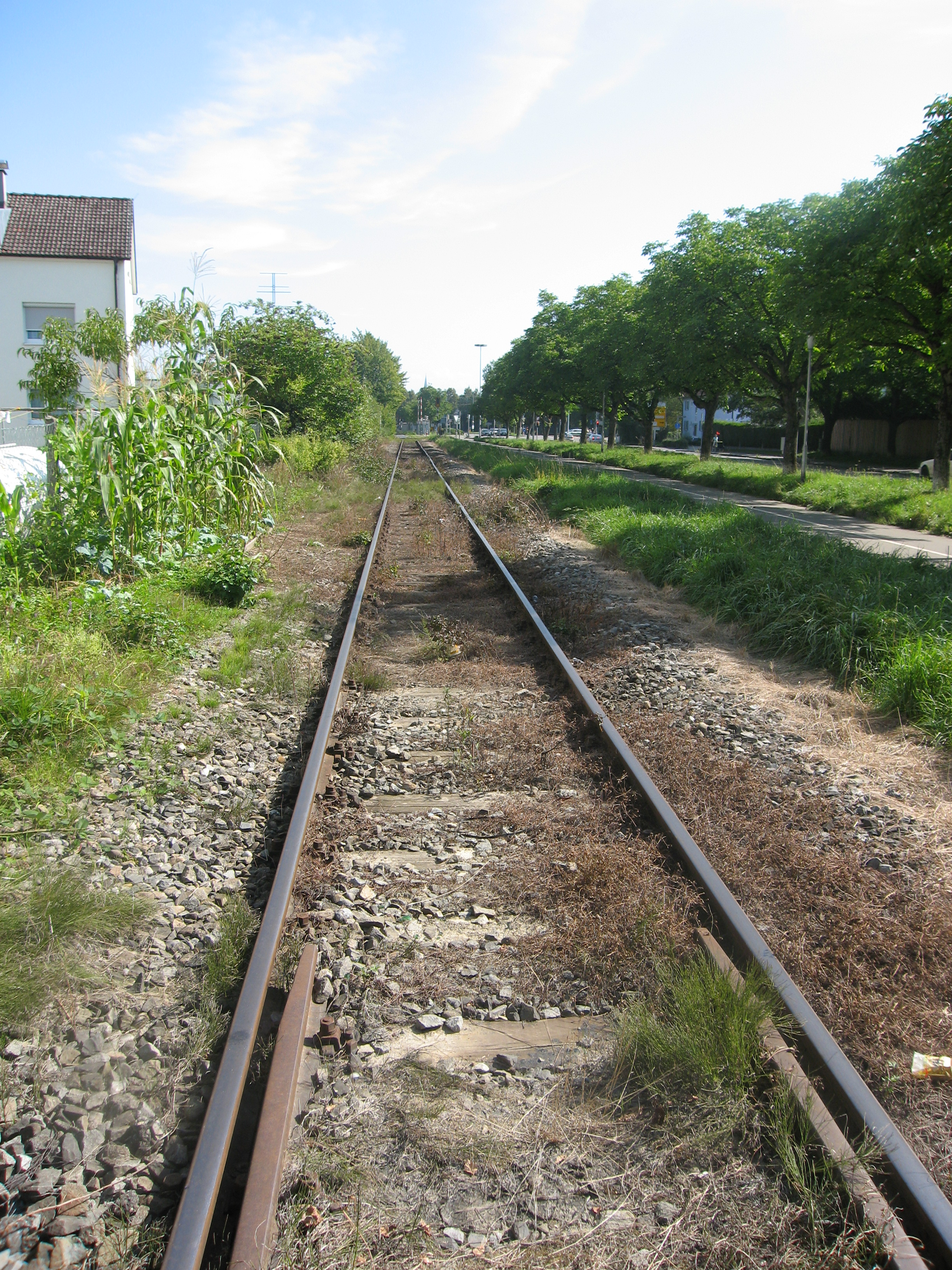
Friedrichshafen: die Teuringertal-Bahn entlang der Mühlöschstraße, dieser Abschnitt war bis 2012 noch als Industriegleis in Betrieb

Die Bahnstrecke Friedrichshafen Stadt–Oberteuringen, auch Teuringertal-Bahn, war eine Nebenbahn in Baden-Württemberg. Sie verlief von Friedrichshafen nach Oberteuringen, war 10,42 Kilometer lang und im Personenverkehr von 1922 bis 1960 in Betrieb. Eine besondere Bedeutung hatte sie im Zweiten Weltkrieg durch die Bedienung des V2-Werks.

## Geschichte
Die Strecke hatte nur eine relativ kurze Betriebszeit. In der Krisenzeit nach dem Ersten Weltkrieg wurde die Teuringertal-Bahn GmbH gegründet. Hauptgesellschafter war mit zwei Dritteln der Anteile die Stadt Friedrichshafen, daneben waren weitere Anliegergemeinden und die Zeppelin Wohlfahrt GmbH beteiligt.
Der Betrieb, den die Württembergische Nebenbahnen AG führte, konnte am 1. Juni 1922 aufgenommen werden. Die normalspurige Strecke führte vom Bahnhof Friedrichshafen Stadt der Deutschen Reichsbahn das Teuringertal aufwärts in nordwestlicher Richtung bis zum Endbahnhof Oberteuringen.
Der Verkehr musste aber wegen finanzieller Schwierigkeiten bereits im Mai 1923 wieder eingestellt werden. Ein Jahr später begann die Teuringertal-Bahn GmbH – nun in eigener Regie – erneut Züge fahren zu lassen. Im Sommer 1927 verkehrten drei Zugpaare täglich. Erst in der Zeit des Zweiten Weltkriegs erhielt die Bahn durch kriegswichtige Industriebetriebe eine nennenswerte Bedeutung. Die Zeppelinwerke erhielten in Trautenmühle ein neues Anschlussgleis. Daher wurde das Unternehmen rückwirkend zum 1. Januar 1943 auf das Deutsche Reich übertragen und von der Deutschen Reichsbahn betrieben. Die GmbH löste sich zum 3. Dezember 1943 auf.
In der Nachkriegszeit stellte die Deutsche Bundesbahn wegen steigender Konkurrenz durch die Straße den Personenverkehr am 23. Mai 1954 ein. Der Güterverkehr ruht ab Trautenmühle seit dem 15. Februar 1960. Der Rest wurde bis 2012 noch als Anschlussgleis bedient.
Für den Betrieb war zunächst eine gebrauchte 1’B-Lokomotive der Königlich württembergischen Staats-Eisenbahnen erworben worden. Sie wurde 1925 an einen Schrotthändler verkauft. 1925 und 1926 waren zwei eigene Dampflokomotiven der Bauart Württembergische T 3 gebraucht von der Staatsbahn gekauft. Eine kam später zur Maschinenfabrik Esslingen und ist noch heute im Technoseum vorhanden.